# San Siro (Torrile)
San Siro è una frazione del comune di Torrile, in provincia di Parma.
La località dista circa 3,50 km dal capoluogo.

## Geografia fisica
San Siro sorge in posizione pianeggiante alla quota di 33-37 m s.l.m. ed è attraversato dal torrente Parma, che lo divide nelle due località di San Siro a Mane, più grande e posta sulla sponda destra, e San Siro a Sera, più piccola e collocata sulla riva sinistra, ove si trova, racchiusa da un'ampia ansa del corso d'acqua, la chiesa di San Siro.

## Storia
Il borgo fu fondato in epoca medievale; la più antica testimonianza della sua esistenza risale al 1230, quando la cappella a servizio del villaggio fu citata nel Capitulum seu Rotulus Decimarum della diocesi di Parma.
A protezione del territorio, fu edificato un castello, che fu nominato negli Statuti parmigiani del 1266 insieme alle vicine fortificazioni di Sant'Andrea e Pietrabaldana, poste lungo il torrente Parma: il Comune di Parma, intenzionato ad aumentare il numero di abitanti nella zona allo scopo di migliorare l'efficienza dei sistemi difensivi, invitò, qualora non vi abitassero, i proprietari di case poste nelle tre località a venderle a persone intenzionate a trasferirvisi.
Nel 1315 il maniero fu attaccato e distrutto dai ghibellini guidati da Matteo da Correggio, che, alleatosi con Gianquirico Sanvitale e Luchino Visconti, aveva già depredato l'abitato di Baganzola, per poi passare a Vicomero, a Castelnovo e a San Siro e infine conquistare la rocca dei Rossi di San Secondo. I guelfi parmigiani contrattaccarono costringendo alla resa Matteo da Correggio e liberando i prigionieri.
Nei secoli il territorio fu ripetutamente inondato dalle piene del torrente Parma, che, male arginato, in occasione degli straripamenti più devastanti spostò più volte il proprio letto, arrivando a dividere in due i centri abitati situati nelle vicinanze; sorsero così le due località di San Siro a Mane e San Siro a Sera, poste rispettivamente sulle sponde destra e sinistra del corso d'acqua. Nel 1442 si verificò una delle più devastanti alluvioni, che probabilmente rase al suolo il vicino borgo di Pietrabaldana e la sua cappella, che fu unita a quella di Sant'Andrea a Mane; in seguito gli Anziani del Comune di Parma deliberarono di costruire degli argini maggiormente solidi a protezione della zona.
Nella seconda metà del XVIII secolo il feudo di San Siro fu assegnato ai marchesi Paolucci, che, provenienti da Forlì, ne mantennero i diritti fino alla loro abolizione sancita dai decreti napoleonici del 1806.
Nel dicembre 2017 una piena del torrente Parma danneggiò il ponte di San Siro, che collega le due sponde del corso d'acqua; nel 2019 l'infrastruttura fu ricostruita.

## Monumenti e luoghi d'interesse

### Chiesa di San Siro

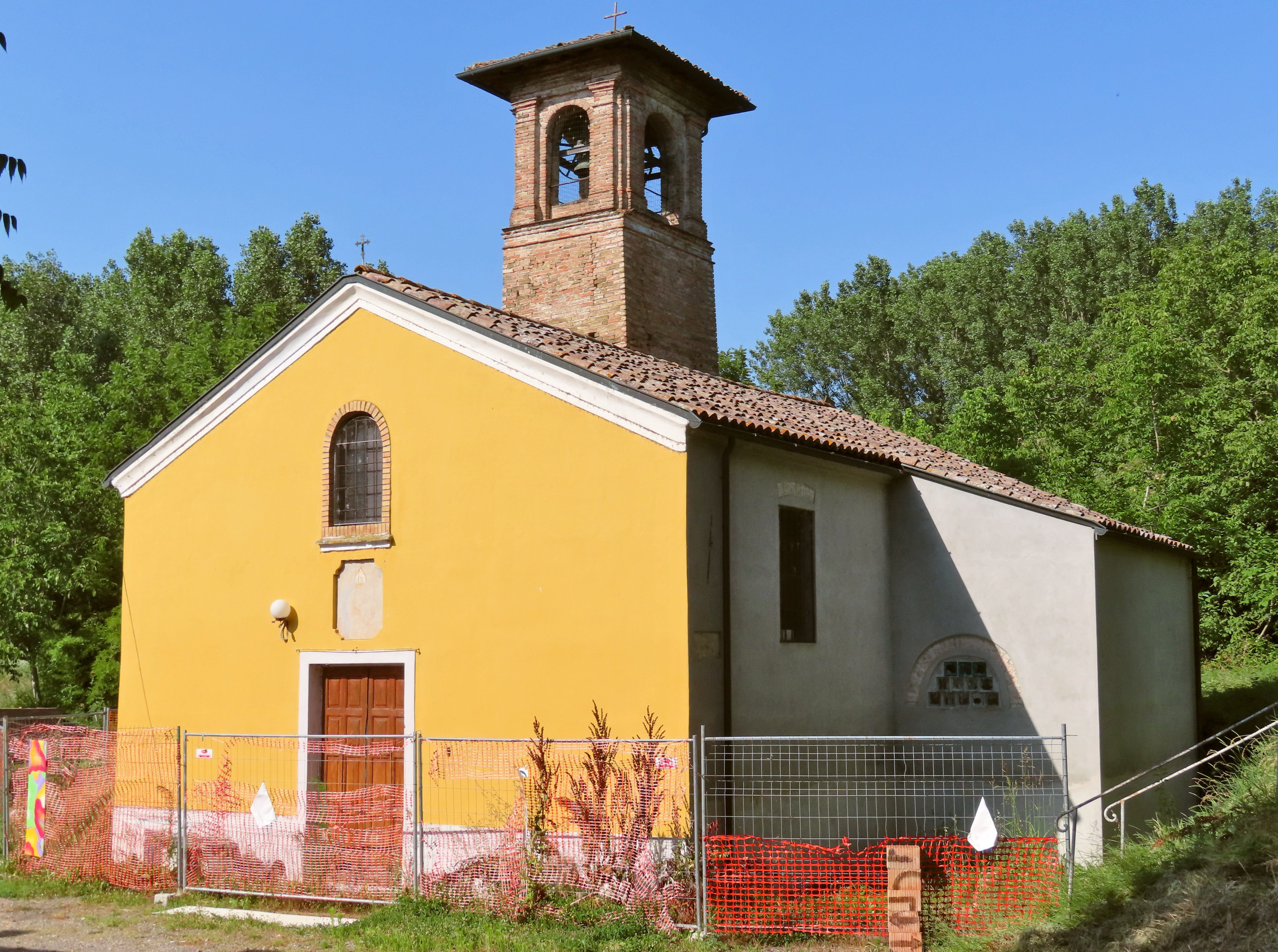
Chiesa di San Siro

Menzionata per la prima volta nel 1230, la cappella fu elevata a sede parrocchiale autonoma nel 1564; modificata a più riprese senza alterare la struttura originaria romanica, fu allagata in varie occasioni dalle acque del vicino torrente Parma, l'ultima delle quali nel 2014, e successivamente risistemata. L'edificio, sviluppato su una pianta a navata unica affiancata da una cappella per lato, presenta una semplice facciata a capanna intonacata; il campanile in laterizio si erge su un alto fusto quattrocentesco, sopraelevato nel XVII secolo; all'interno l'aula è coperta da una serie di capriate lignee.

### Castello
Nominato per la prima volta nel 1266 negli Statuti parmigiani, il castello fu distrutto nel 1315 dai ghibellini guidati da Matteo da Correggio e mai più ricostruito.